# Lisa Spalt
Lisa Spalt (* 16. Oktober 1970 in Hohenems) ist eine österreichische Schriftstellerin.

## Werk
Lisa Spalt veröffentlicht im Bereich Experimentelle Literatur. In Grimms (2007) kollidieren vier Märchen der Brüder Grimm mit der Sprache der Werbung. 2010 publiziert sie Blüten. Ein Gebrauchsgegenstand, einen Text zum Bewerten und Verfehlen der Natur und zur Bewertung als Vorbedingung des Handelns, dargebracht in einem System von Artikeln, Anmerkungen, Fußnoten und Verweisen, lose zentriert über die Geschichte der großen Tulpenmanie. Die Leser sind aufgefordert, die Fiktion ihres Gesamtbildes selbst zu erzeugen und damit ihre Bewertungsmechanismen zu erproben. Das Buch Dings (2012) ist eine Liebeserklärung an funktionslose Partikel zerbrochener Gegenstände, gefunden in den Straßen von Wien, Paris und Los Angeles. Wie in Zeitlupe explodiert in dem Band eine Welt in bedeutungslose Objekte, in nicht entschlüsselbare Du-Partikel, und wird gleichzeitig als Verlauf erzeugt, gerade indem sich die Beschreibung, die Erzählung, durch sie hindurchbewegt. In „Die zwei Henriettas. Eine Odyssee“ (2017) geht Spalt der Frage nach, was Biografie im digitalen Zeitalter bedeutet. Sie spürt den Lebensgeschichten zweier Verwandter nach, die in den Dreißigerjahren in die USA auswanderten. Die ausschließlich über das Netz getätigte Recherche bringt immer mehr Widersprüche und Sackgassen zutage, bis der Text verschwörungstheoretisch zu delirieren beginnt.
Seit 2016 ist Lisa Spalt feste Mitarbeiterin des von ihr gegründeten IPA (Institut für poetische Alltagsverbesserung), das sich eine wörtlich zu verstehende „Erbauung“ beziehungsweise Konstruktivität zur Aufgabe gemacht hat. Es ist eine offene, raumlose Institution, die ständig wechselnde Gruppen von konstruktiv zusammenarbeitenden Menschen beherbergt, aber auch Dienstleistungen wie Traumverbesserungen und Müllorakel anbietet. In „Das Institut“ (2019), das von einem nie geschriebenen Roman mit dem gleichen Titel erzählt, wurden erstmals Beiträge sogenannter temporärer Mitarbeitenden des IPA einbezogen. Die Zusammenarbeit mit den Lesenden eröffnet neue Wege, die Frage zu beantworten, wer denn nun warum berechtigt sein sollte, Welt und Geschichte zu fingieren. „Das ganze Projekt […] kann als poetische Gegenrede verstanden werden, aber eben nicht gegen tagesaktuelle und tagespolitische Aktionen und Positionen, sondern gegen einen politischen Diskurs, der sich narrativer, fiktionalisierender Techniken bedient, um manipulativ eine Scheinrealität herzustellen.“
Seit 2019 fragt das Institut – ganz seinem konstruktiven Auftrag verpflichtet – unterschiedlichste Menschen nach ihren utopischen Vorstellungen und sammelt die entsprechenden Videos für eine Installation (Video: Otto Saxinger).
Mit dem Komponisten Clemens Gadenstätter schrieb Lisa Spalt den Text tag day – ein schreibspiel. Daneben entstanden in Zusammenarbeit mit Clemens Gadenstätter u. a. das Stück für Stimme und Klavier ballade 1, 4 Szenen nach Francisco de Goya für Gitarre und Stimme in einer Person, ES, Minimaloper für Stimme, Video und Ensemble, Daily Transformations (Video: Anna Henckel-Donnersmark) und die zelle, eine Auseinandersetzung mit dem Werk Julius Klingebiels.

## Auszeichnungen
- 2007 Elias-Canetti-Stipendium
- 2008 3. Preis beim Literaturwettbewerb „Floriana“
- 2008 Förderpreis zum Heimrad-Bäcker-Preis
- 2011 Fördergabe für Kunst und Kultur des Landes Vorarlberg
- 2012 und 2013 Vorarlberger Literaturstipendium
- 2020–2023 Robert-Musil-Stipendium des Bundesministeriums für Kunst, Kultur, öffentlichen Dienst und Sport[3]
- 2020 Floriana Literaturpreis[4]
- 2021 Outstanding Artist Award für Literatur[5]
- 2021 Heimrad-Bäcker-Preis
- 2022 Veza-Canetti-Preis der Stadt Wien[6]

## Werke
- gegndn. Das fröhliche Wohnzimmer. Wien 1998. ISBN 3-900956-43-X.
- Grimms. Ritter Verlag. Klagenfurt 2007. ISBN 978-3-85415-413-6.
- Blüten. Ein Gebrauchsgegenstand. Czernin. Wien 2010. ISBN 978-3-7076-0327-9.
- Dings. Czernin. Wien 2012. ISBN 978-3-7076-0428-3.
- Ameisendelirium. Czernin. Wien 2015. ISBN 978-3-7076-0529-7.
- Die zwei Henriettas. Eine Odyssee. Czernin. Wien 2017. ISBN 978-3-7076-0598-3.
- Das Institut.  Czernin. Wien 2019. ISBN 978-3-7076-0673-7.
- Grüne  Hydra von Calembour. Czernin. Wien 2023. ISBN 978-3-7076-0796-3